# إسطركن ثلاثي
إسطركن ثلاثي (الاسم العلمي:Strychnos ternata) هو نوع من النباتات يتبع جنس الإسطركن من الفصيلة اللوغانية.